# Paraleprodera malaccensis
Paraleprodera malaccensis là một loài bọ cánh cứng trong họ Cerambycidae.